# Пингвины мистера Поппера (фильм)
«Пингвины мистера Поппера» (англ. Mr. Popper's Penguins) — американская комедия Марка Уотерса с участием Джима Керри и Карлы Гуджино.
Фильм основан на одноимённой книге Ричарда и Флоренс Атуотеров (Richard and Florence Atwater), впервые изданной в 1938 году.

## Сюжет
Том Поппер — маклер и преуспевающий человек. Однажды он получает в наследство от отца-полярника субантарктического пингвина (при попытке вернуть его назад ему по ошибке присылают ещё пятерых).
В это же время ему поручают заключить ответственную сделку — уговорить пожилую владелицу ресторана в Центральном Парке (Tavern on the Green) продать под снос своё фамильное заведение. Но убедить старушку оказывается не так просто, как думал наш герой. И Тому приходится по-настоящему измениться, чтобы она доверилась ему. Поппер становится примерным отцом для своих двух детей и снова завоёвывает бывшую жену. В этом деле ему помогают очаровательные пингвины (Капитан, Крикун, Кусака, Вонючка, Ласкун и Дундук), влюбившиеся в него. Ради них он превращает свою квартиру в настоящий Южный полюс, сражается с соседями и со смотрителем зоопарка.
В конце концов, преобразившийся Том получает в подарок Tavern on the Green, и, воссоединившись с семьёй, возвращает пингвинов в родные места.

## В ролях
- Джим Керри — Том Поппер
- Карла Гуджино — Аманда Поппер
- Анджела Лэнсбери — миссис Ван Ганди
- Кларк Грегг — Нэт Джонс
- Мадлен Кэрролл — Дженни Поппер
- Келли Барретт — мама Тома Поппера
- Офелия Ловибонд — Пиппи
- Джеймс Таппер — Рик
- Доминик Кьянезе — мистер Ридер
- Джеффри Тэмбор — мистер Гремминс

## Прокат
В Канаде, США и на Филиппинах фильм вышел в прокат 17 июня 2011 года, в Гонконге, Греции и России — 7 июля 2011 года, в Мексике, Колумбии и Польше — 22 июля 2011 года.

## Отзывы
Фильм получил смешанные отзывы кинокритиков. На сайте Rotten Tomatoes положительными оказались 48 % рецензий. На Metacritic средний рейтинг фильма составляет 53 балла из 100 на основе 29 рецензий.